# 洛氏狗母魚
洛氏狗母魚，為輻鰭魚綱仙女魚目合齒魚亞目合齒魚科的其中一種，分布於西太平洋的日本、台灣、夏威夷群島等海域，棲息深度31-140公尺，體長可達23.4公分，為底棲性魚類，生活在沙底質海域，屬肉食性，生活習性不明。